# Santa Cruz Tetela
Santa Cruz Tetela är en ort i Mexiko.   Den ligger i kommunen Chiautempan och delstaten Tlaxcala, i den sydöstra delen av landet, 100 km öster om huvudstaden Mexico City. Santa Cruz Tetela ligger 2 300 meter över havet och antalet invånare är 2 668.
Terrängen runt Santa Cruz Tetela är platt åt sydväst, men åt nordost är den kuperad. Terrängen runt Santa Cruz Tetela sluttar västerut. Runt Santa Cruz Tetela är det mycket tätbefolkat, med 1 463 invånare per kvadratkilometer. Närmaste större samhälle är Tlaxcala de Xicohtencatl, 3,1 km norr om Santa Cruz Tetela. Trakten runt Santa Cruz Tetela består till största delen av jordbruksmark.